# Naturschutzgebiet Auf’m Ebbe
Auf’m Ebbe ist ein 782,56 ha großes Naturschutzgebiet (NSG) im Stadtgebiet von Meinerzhagen im Märkischen Kreis in Nordrhein-Westfalen. Das NSG wurde 2001 vom Kreistag des Märkischen Kreises mit dem Landschaftsplan Nr. 6 Meinerzhagen ausgewiesen. Bereits 1965 wurden vier Bereiche des heutigen Schutzgebietes als NSG ausgewiesen. Das NSG liegt nordöstlich von Meinerzhagen. Es beginnt direkt östlich der Bundesautobahn 45 und geht nach Osten bis zur Stadtgrenze nach Attendorn. Das NSG besteht aus sieben Teilflächen.
Bei den sieben Teilflächen handelt es sich um die Flächen Ebbemoore mit 666,91 ha, Buschhauser Siepen mit 8,74 ha (in Herscheid liegt direkt angrenzend das Naturschutzgebiet Buschhauser Siepen), Wesebach-Tal/Wesebruch mit 17,76 ha, Mahlersberg mit 3,60 ha, Langes Holz mit 66,62 ha, Steimer Siepen mit 12,08 ha und Blomberger Bachtal mit 6,85 ha.
In der Teilfläche Ebbemoore wurden bereits 1965 die Naturschutzgebiete Espeier Bruch, Piwitt, Wilde Wiese und Die Grundlose ausgewiesen. Ferner liegen im Bereich Ebbemoore die früheren Naturdenkmale Königsfarngelände Im mittelsten Berge, Moor Am Knäpken, 1 Rotbuche im NSG Espeier Bruch und Königsfarnbestand.
Das Naturschutzgebiet ist seit 2004 Teil des 1068 ha großen FFH-Gebietes „Ebbemoore“ (DE-4812-301). Fünf weitere Teilflächen des FFH-Gebietes liegen im Gebiet von Herscheid.

## Gebietsbeschreibung

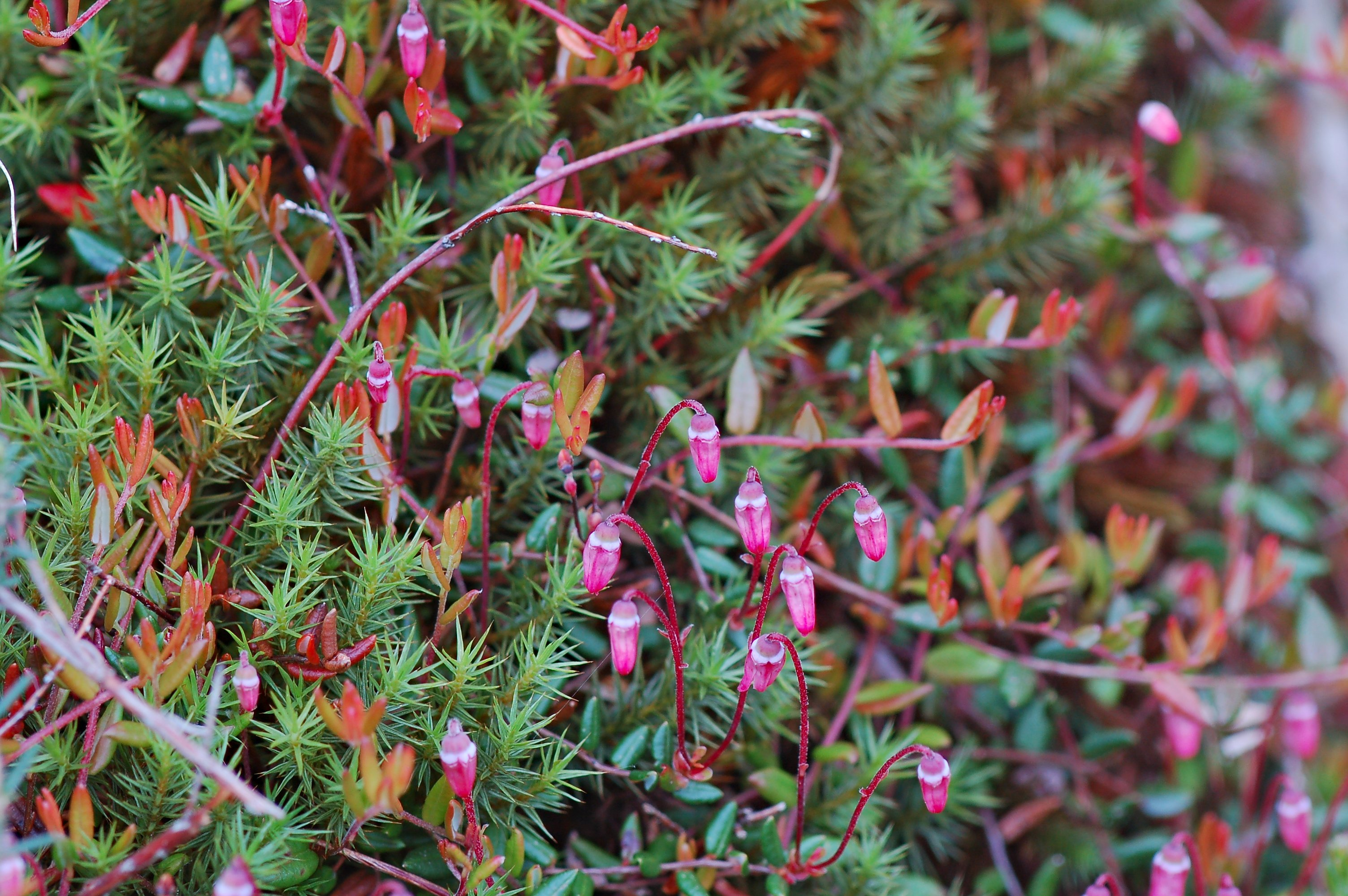
Moosbeere im NSG Auf’m Ebbe (2013)

Bei dem NSG handelt es sich um Bereiche des Ebbewaldgebirges mit den Ebbemooren und Waldgebieten. Die Waldgebiete, welche hauptsächlich mit Rotbuche bestückt sind, zeichnen sich durch ihre Großflächigkeit aus, zudem die herausragende Altersstruktur mit vielen Altbäumen und die große Artenvielfalt aus. In den Ebbemooren gibt es Bereiche mit torfmoosreichen montanen Quell-, Übergangs- und Heidemooren, Moorbirken- und Erlenbruchwäldern. Im NSG finden sich auch Flächen mit Feucht- und Magergrünlandflächen, ferner Kalkmagerrasen. Es finden sich Fließgewässer mit Unterwasservegetation in deren Flussauen sich Erlen-Eschen- und Weichholz-Auenwälder finden. Ferner gibt Heideflächen mit Wacholderbestände auf Zwergstrauchheiden und Feuchte Heiden mit Glocken-Heide.
Eine Besonderheit ist, dass im NSG sowohl atlantische wie kontinentale und submediterrane Pflanzenarten ihre Verbreitungsgrenze erreichen und zum Teil isolierte Vorposten ihres weiter entfernten Verbreitungsschwerpunktes haben.
Im NSG kommen Arten wie Raufußkauz, Sperlingskauz, Grauspecht, Schwarzspecht, Eisvogel und Groppe vor.

## Schutzzweck

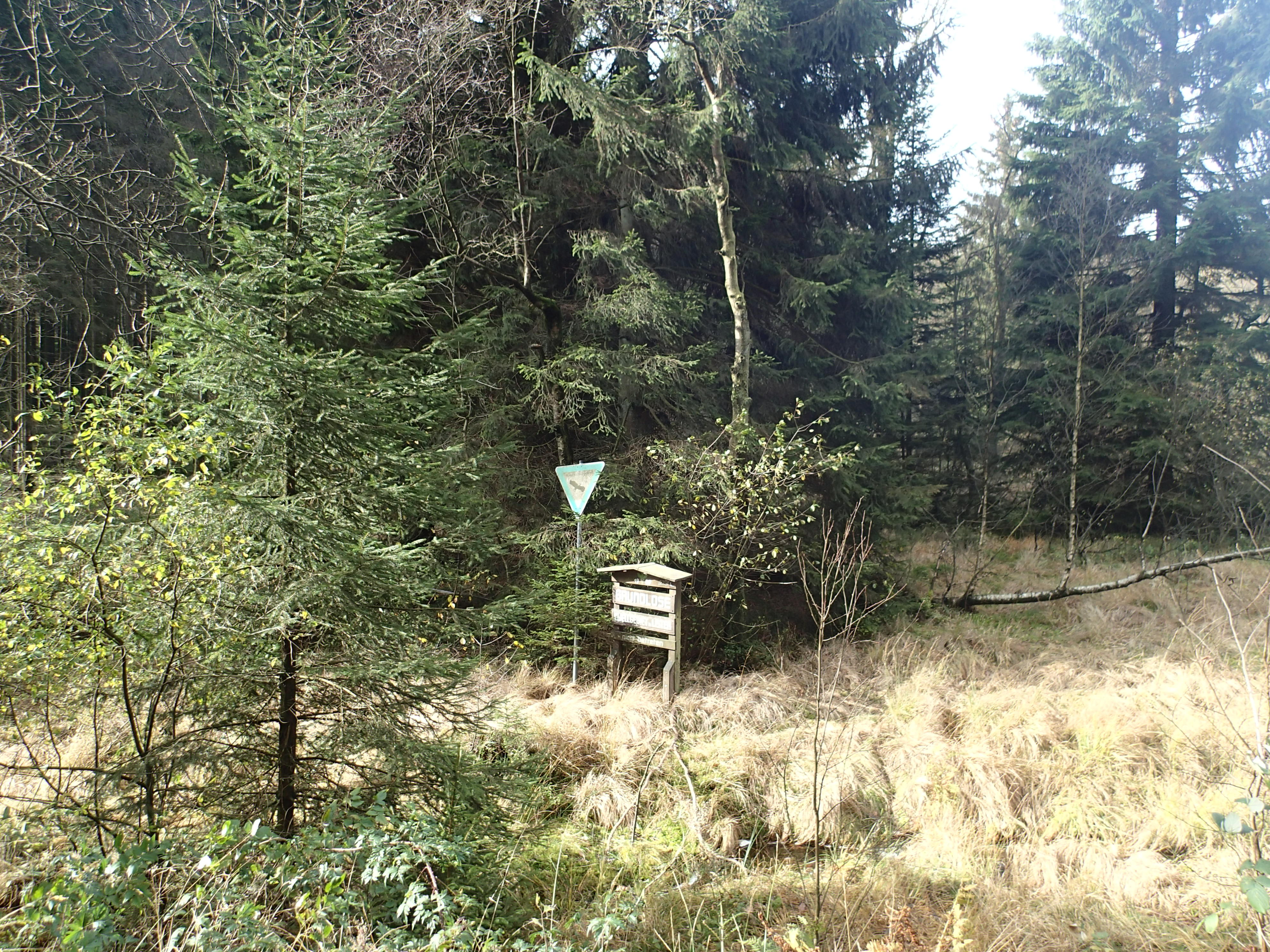
Quellgebiet der Lister im NSG Auf’m Ebbe (2014)

Das Naturschutzgebiet wurde zur Erhaltung und Entwicklung der Ebbemoore, der Waldbereiche und als Lebensraum gefährdeter Tier und Pflanzenarten ausgewiesen. Wie bei anderen Naturschutzgebieten in Deutschland wurde in der Schutzausweisung darauf hingewiesen, dass das Gebiet „wegen der landschaftlichen Schönheit und Einzigartigkeit“ zum Naturschutzgebiet wurde.
Unter Besondere Verbote wurde im Landschaftsplan u. a. aufgeführt „die bodenständigen Nasswaldbereiche (Moorbirkenbruchwald, Bach-Erlen-Eschenwald, Quellbereich mit Buchenwald, Ohrweiden-Gebüsch) rein forstlich zu nutzen“.